# The John Butler Trio
The John Butler Trio je australský jam band, který vede kytarista a zpěvák John Butler. Skupina míchá mnoho hudebních žánrů, v jejich hudbě je slyšet funky, blues, folk, reggae i bluegrass. Dvě alba – Three (2001) a Living 2001-2002 (2003) – se stala v Austrálii platinová.
Následovalo album Sunrise Over Sea (2004), které získalo zlatou desku už v prvním týdnu prodeje. Další deska se jmenuje Grand National (2007). Skupina vydává na nezávislém labelu Jarrah Records, který zčásti patří Johnu Butlerovi.
Kapela často mění své složení. Naposledy to bylo v polovině roku 2009, kdy se na postu bicích znovu objevil Nicky Bomba (švagr Johna Butlera) a na kontrabas nyní hraje Byron Luiters. nové album by mělo vyjít začátkem roku 2010. Singl One Way Road zatím naznačuje příklon k mainstreamu.
Při svém turné po Spojených státech kapelu doprovází takoví hudebníci jako Dave Matthews nebo John Mayer.